# 2011-es csákvári földrengés
A 2011-es csákvári földrengés 2011. július 11-én 8 óra 6 perckor pattant ki Csákvár és Gánt között. A földrengés 5-6 kilométeres mélységben pattant ki. Még Budapest nyugati részén is lehetett érezni.
A földrengés koordinátái: é. sz. 47,44°, k. h. 18,36°47.440000°N 18.360000°E
Fél évvel korábban, 2011. január 29-én a közeli Oroszlány környékén 4,7-es erősségű földrengés volt.